# Frank Boya
Frank Thierry Boya (1 de julho de 1996) é um futebolista profissional camaronês que atua como meia.

## Carreira

### APEJES Academy
Boya se profissionalizou no APEJES Academy, em 2015.

### 1860 Munique
Sua performance no Campeonato Africano das Nações de 2017, fez o clube azul de Munique comprar seu passe.

### Mouscron
Sem atuar em Munique, ele foi repassado ao belga do Excelsior Mouscron.

## Carreira
Frank Boya representou o elenco da Seleção Camaronesa de Futebol no Campeonato Africano das Nações de 2017.